# Ole Kirk Christiansen
Ole Kirk Christiansen, né le 7 avril 1891 à Billund, au Danemark, et mort le 11 mars 1958 dans la même ville, est un entrepreneur danois, fondateur de The Lego Group.

## Biographie
Fils d'une famille d'agriculteurs pauvres du Jutland dans l'ouest du Danemark, il est formé en tant que menuisier et commence à fabriquer des jouets en bois en 1932 pour gagner sa vie, après avoir perdu son emploi. Ensuite, il fait des versions miniatures de maisons et de meubles, et travaille en tant que charpentier, avant de s'engager en 1947 dans l'utilisation des matières plastiques, en découvrant sur un marché une machine à mouler du plastique. En 1949, il a produit plus de 200 jouets en plastique et en bois, qui sont devenus les Lego. Son entreprise, The Lego Group, est l'une des plus importantes du monde au XXIe siècle.
Il invente le nom Lego (du danois leg godt, « joue bien ») et la société se développe pour devenir le groupe Lego. Son fils aîné Godtfred Kirk Christiansen reprend l'entreprise après sa mort, et la rachète à ses trois frères en[1960. Le petit-fils d'Ole Kirk Christiansen, Kjeld Kirk Kristiansen, est l'actuel vice-président du conseil de Lego. Il a été PDG jusqu'en 2004, où Jørgen Vig Knudstorp, ancien consultant chez McKinsey, est devenu le nouveau président[pertinence contestée].